# 9K121 Vikhr
9A1472 Vikhr (tiếng Nga: Вихрь, tiếng Anh: Whirlwind - Cơn lốc) là một hệ thống tên lửa chống tăng điều khiển bằng laser của Nga. "9K121" là tên định danh GRAU của hệ thống này. Tên ký hiệu NATO là AT-16 Scallion. Tên lửa được trang bị cho các loại trực thăng Ka-50, Ka-52 và máy bay cường kích Su-25T. Loại tên lửa này được trang bị vào khoảng năm 1990, xuất hiện lần đầu tại Triển lãm hàng không Farnborough 1992.

## Thiết kế
Tên lửa được thiết kế nhằm tiêu diệt các mục tiêu quan trọng trên mặt đất, bao gồm các mục tiêu bọc giáp có trang bị hoặc không trang bị giáp giáp phản ứng nổ, tên lửa có thể tiêu diệt mục tiêu ở khoảng cách lên đến 8 km khi bắn từ trực thăng và 10 km khi bắn từ máy bay vào ban ngày và lên tới 5 km vào ban đêm, cũng như các mục tiêu trên không trong các điều kiện hoạt động phòng không bảo vệ.
Tên lửa Vikhr là một bộ phận của hệ thống Vikhr-M, bao gồm một thiết bị ngắm bắn tự động và ống phóng.
Thiết bị ngắm bắn tự động sử dụng các kênh hồng ngoại và truyền hình để ngắm mục tiêu, một kênh tia laser để điều khiển tên lửa, một máy đo xa laser, một bộ tự động bám mục tiêu, một máy tính số và một hệ thống ổn định và bám sát mục tiêu của các kênh ngắm và điều khiển. Thiết bị ngắm tự động cung cấp khả năng phát hiện và nhận dạng mục tiêu cả ngày và đêm, điều khiển tên lửa và bám mục tiêu tự động, và tạo ra thông tin chính xác cho việc bắn pháo và rocket. Tên lửa điều khiển bao gồm một đầu đạn phá mảnh HEAT với ngòi nổ chạm và ngòi nổ cận đích, bộ dẫn động điều khiển khí động, điều khiển điện, một động cơ và bộ dò laser. Nó được giữ trong một ống phóng kín.
Đầu nổ đa năng (liều nổ kép HEAT và một lượng nổ văng mảnh bổ sung) cho phép tên lửa có thể tiêu diệt các mục tiêu bọc thép, trên không, trên mặt đất. Đây là một sự hữu dụng so với ba loại tên lửa khác nhau trang bị cho tổ hợp 9M120 Ataka-V. Việc sử dụng ngòi nổ cận đích cho phép tên lửa nổ ở khoảng cách cách mục tiêu 5 mét và có thể tiêu diệt các mục tiêu trên không bay với tốc độ 500 m/s.
Hệ thống điều khiển laser của tên lửa Vikhr cho phép tên lửa bay đến đúng mục tiêu dựa vào các dữ liệu truyền đến tên lửa trong quá trình tên lửa đang bay. Hệ thống điều khiển tên lửa Vikhr có khả năng chống nhiễu cao.
Xác suất trung mục tiêu cao (theo nhà sản xuất là 0.95 đối với các mục tiêu tĩnh) nhờ vào hệ thống bám sát mục tiêu tự đọng và hệ thống điều khiển tên lửa rất chính xác có khả năng thay đổi các tham số của mục tiêu và truyền đến tên lửa trong khi bay.
Tên lửa có thể bắn từng quả một hoặc bắn theo cặp (vào cùng một mục tiêu để tăng mức độ sát thương).
Tên lửa bay với vận tốc cao cho phép nó tiêu diệt các mục tiêu nhanh chóng. Hệ thống có khả năng bắn các tên lửa Vikhr tiêu diệt 2 đến 4 mục tiêu trong 30 giây và cách xa 10 km, tăng sức mạnh hỏa lực lên 3 đến 4 lần so với các hệ thống trước đó.
Giá thành của 9A1472 Vikhr rẻ hơn rất nhiều so với đối thủ phương Tây AGM-114 Hellfire. Mỗi quả 9K121 Vikhr có giá 28.300 USD, trong khi AGM-114 Hellfire của Mỹ có giá tới 110.000 USD

## Các phiên bản
- Vikhr: Phiên bản đầu tiên, ra đời năm 1992.
- Vikhr-1: Phiên bản nâng cấp năm 2013, tăng tầm bắn và sức công phá, còn gọi là Vikhr-M.
- Vikhr-K: Phiên bản dành cho hải quân, có thể phóng từ thủy phi cơ và tàu chiến.